# Sanare
Sanare är en ort i Burkina Faso.   Den ligger i provinsen Province du Bam och regionen Centre-Nord, i den centrala delen av landet, 140 km norr om huvudstaden Ouagadougou. Sanare ligger 343 meter över havet och antalet invånare är 680.
Terrängen runt Sanare är platt. Runt Sanare är det ganska glesbefolkat, med 38 invånare per kvadratkilometer.. Närmaste större samhälle är Alga, 19,6 km väster om Sanare.
Trakten runt Sanare består i huvudsak av gräsmarker.